# Motta d'Affermu

Ubicació de Motta d'Affermu dins de la província

Motta d'Affermu (italià: Motta d'Affermo) és un municipi italià, dins de la ciutat metropolitana de Messina. L'any 2009 tenia 880 habitants. Limita amb els municipis de Mistretta, Pettineo, Reitano, Tusa.

## Administració
| Període | Identitat        | Partit        |
| ------- | ---------------- | ------------- |
| 2007-   | Sebastiano Adamo | Llista cívica |